# Parc national du Haut Cariri
Le parc national du Haut Cariri (en portugais : Parque Nacional do Alto Cariri) est un parc national au Brésil.

## Géographie
Le parc national du Haut Cariri se trouve dans la municipalité de Guaratinga, au Bahia. Sa superficie est de 19 238 ha.
Le parc se trouve dans le biome de la forêt atlantique. Le côté est du massif accidenté du Cariri est humide et dominé par une forêt tropicale montagnarde. Plus à l'ouest, le temps est plus sec et la forêt semi-décidue devient progressivement dominante. Dans la partie nord du massif du Cariri, les forêts rencontrent la forêt de feuillus de la dépression de Jequitinhonha. Au sommet des collines les plus hautes et les plus escarpées se trouvent des champs pierreux avec des affleurements rocheux abritant de nombreuses espèces de broméliacées, d'orchidées, de cactus et de fougères. Il existe 35 espèces d’amphibiens, dont neuf sont endémiques et quatre nouvelles pour la science.

## Administration
Le parc national du Haut Cariri a été créé par décret fédéral du 11 juin 2010 avec une superficie approximative de 19 264 hectares. Il est devenu une partie du corridor écologique de la forêt de l'Atlantique central, créé en 2002. Le parc est classé comme zone protégée de l'UICN de catégorie II (parc national). Les objectifs sont de préserver le complexe montagneux du Haut Cariri, d'assurer des populations viables d'oiseaux et d'animaux menacés, en particulier le singe-araignée Muriqui du nord (Brachyteles hypoxanthus), d'entretenir et de restaurer les bassins versants et les cours d'eau, de soutenir le développement de l'éducation et de l'interprétation environnementale, des loisirs en contact avec nature, de l'écotourisme et de la recherche scientifique. Il est administré par l'Institut Chico Mendes de conservation de la biodiversité.